# 动物和政治哲学导论
《动物和政治哲学导论》（An Introduction to Animals and Political Theory）是由英国政治理论家阿拉斯代尔·考克兰于2010年撰写的一本教科书，该书是由安德鲁·林基和普莉西雅·科恩联合编撰、帕尔格雷夫·麦克米伦出版社出版的动物伦理系列中的第一本。考克兰在书中探讨了功利主义、自由主义、社群主义、马克思主义和女性主义五个政治哲学流派，并分析了每个流派和动物权利问题以及（非人类）动物的政治地位之间的联系。他认为每个哲学传统对于动物权利问题的讨论都有所贡献，但同时也认为由他本人提出的基于利益的动物权利的概念更为可取。虽然对于这五个哲学传统都有借鉴，但考克兰的观点主要基于自由主义和功利主义。
《动物和政治哲学导论》在多部学术著作中得到了正面的评价。政治哲学家史蒂夫·库克认为考克兰的观点非常有前景，应该在书中占据更多的篇幅。政治理论家罗伯特·加纳称赞考克兰广泛结合各领域文献的做法，但也指出，在将“正义”用于动物权利问题时，考克兰缺乏对这一概念的批判性思考。2012年，哥伦比亚大学出版社出版了考克兰的另一本著作，《不含解放的动物权利》(Animal Rights Without Liberation)，在这本书中，考克兰对于其所提出的基于利益的动物权利的概念进行了更加充分的论述。《动物和政治哲学导论》是第一批从政治哲学的角度探讨动物的著作之一，是这一主题研究文献的组成部分，这些文献试图改变这一议题长久以来受到的忽视的情况。

## 背景
20世纪90年代和21世纪初，阿拉斯代尔·考克兰在谢菲尔德大学和伦敦政治经济学院学习政治学。在导师塞西尔·法布雷和保罗·凯利的指导下，他完成了题为《对动物的道德义务》的博士毕业论文。之后，他成为了伦敦政治经济学院的一名讲师和研究员。在此期间，他在《公共事务》（Res Publica）、《功利研究》（Utilitas）和《政治研究》（Political Studies）上发表了多篇文章，阐述基于利益的动物权利理论。《动物和政治哲学导论》的最后一章对该理论进行了详细的论述。《动物和政治哲学导论》是考克兰的首本著作，在著书期间，罗伯特·加纳一直是他重要的讨论对象。

## 概要
《动物和政治哲学导论》开篇讨论了动物在政治哲学中的历史，然后分析了五个政治哲学流派——功利主义、自由主义、社群主义、马克思主义和女性主义——关于动物地位的观点。在最后一章，考克兰提出了自己的观点，定位于自由主义和功利主义之间。

### 开篇
考克兰明确了该书规范性政治哲学的定位，主要探讨动物应该在多大程度上被包含在正义的范畴之内。国家能够并且的确对人类和动物之间的关系进行了规范，无论所涉及的是农业生产中的动物还是宠物，抑或是其他类别的动物。为什么通过相关的法律或者相关法律间有何异同并不是考克兰关注的重点，他所关心的是应该通过什么样的法律。 同时，因为他关注的重点是政治哲学，所以和个人的道德义务相比，他更关心相关的政治安排。 他指出，一直以来，政治哲学都忽视了对动物的研究。 他在第二章中探讨了正义和动物间关系的思想史。他认为，古典哲学对于是否将动物纳入正义的范畴存在分歧，而中世纪基督教哲学家则一致认为动物应该被排斥在正义之外，但到了近代西方哲学，分歧又再次出现。

### 功利主义
著作的第三章探讨了功利主义。功利主义认为决定行为对错的是行为能在多大程度上提升"效用"，而古典功利主义认为，效用等同于快乐。因此，作为政治哲学的古典功利主义蕴含了以下逻辑——“政治共同体有义务制定和建立能够提升快乐的政策和机制”。 考克兰认为，功利主义整体上对中世纪和近代早期哲学认为动物并无权利可言的观点提出了挑战。功利主义对于福利和感性知觉的强调，以及其本质上的平等主义使将动物纳入正义的范畴成为可能。考克兰简要论述了彼得·辛格的观点。他支持辛格的观点，反驳了两类和辛格意见向左的学者。第一类学者的论点建立在物种歧视论的基础上，而第二类（例如雷蒙德·G·弗雷）则认为动物没有利益。之后，他又讨论了功利主义批评家对于辛格观点的批判。功利主义批评家们认为，即使将动物的利益考虑在内，吃肉也可以实现效用最大化。对此，考克兰指出，判定什么是最好的结果对于政治共同体来说是极为困难的，但他也在结论中提出，基于功利主义的共识至少可以为取缔工厂化农业提供支持。最后，考克兰提到了另外一些批评家，他们认为辛格的观点不能为动物提供足够的保护。其中包括玛莎·纳斯鲍姆，她认为动物会遭到感受不到的伤害，还有汤姆·里根，他认为按照辛格的观点，对于动物的保护只是为了实现效用最大化，而不是出于对动物权利的认可。

### 自由主义
第四章讨论了自由主义。考克兰指出，自由主义政治哲学的一个关键特征在于对“每一个自由和平等的个人”进行价值判断。 考克兰重点讨论了约翰·罗尔斯的观点。罗尔斯的社会契约理论为将动物排除在基本正义之外提供了两个依据：第一，互惠性，因为这一点动物并不适用；第二，人格性，因为社会契约方必须是道德人。 考克兰批判了罗尔斯将动物排除在外的做法，并指出了自由多元主义内在蕴含的对于动物的风险。 他进而讨论并否定了将动物纳入罗尔斯式理论框架下的可能性，比如唐纳德·范德韦尔和马克·罗兰所做的尝试。考克兰概括了将物种成员问题置于无知之幕背后存在的各种问题，并简单介绍了加纳对于罗尔斯根本性的反对意见。 他还探讨了各种旨在将动物包含在内的对人格性的修正。在本章结尾，考克兰指出人格性和福利至关重要，从而引出自己对于动物正义的理解。

### 社群主义
第五章探讨了社群主义和动物之间的关系。社群主义者对自由主义所关注的不干涉个人的国家持批判态度，他们更倾向于建立一种借助社会共有的道德价值并基于道德考虑采取某种立场的政治秩序。 在本章一开始，考克兰以英国社会为例，指出可以用社群主义扩大正义的范畴，将动物包含在内。在本章余下的部分，他讨论了社群主义路径的四个缺陷。首先，社群主义本质上属于特殊主义，其所探讨的原则完全依赖于某一社会的价值观。 其次，找到某一社会“真正”的价值观是极为困难的。 再次，社会倾向于偏爱某些动物，从而将那些不被偏爱的动物置于脆弱的境地。  第四，因为国家通常包含多个社群，而这些社群对于动物的态度千差万别，那么问题是到底哪个社群的价值观是需要重点考虑的。对于这一问题的讨论涉及到了多元文化主义。

### 马克思主义
在第六章，考克兰继续讨论了马克思主义。和书中探讨的其他五种政治哲学不同，马克思主义据称是可以预测并解释国家的消亡和共产主义诞生的科学理论，并非规范性的理论。同时，国家的消亡和共产主义的诞生是生产关系变化的历史结果。考克兰概括了卡尔·马克思关于人类和动物间差异的讨论，并探讨了关于动物权利的思考在多大程度上显示了资产阶级道德的问题。这些分析显示了如何用马克思主义思想将动物排除在正义之外，但考克兰还提供了一些相反的观点。 而后，他提到了凯瑟琳·珀洛和芭芭拉·诺斯克的观点，即在马克思主义的语境下，动物属于被剥削的群体，但考克兰并不认为这种剥削是由资本主义造成的，也不认为要实现正义就必须推翻资本主义。接着，他提到了大卫·斯蒂贝尔和泰德·本顿的著作，他们“各尽所能，各取所需” （按需分配）这句格言来讨论动物权利问题。考克兰对此持保留态度，主要基于三个原因。首先，这一格言在马克思主义思想中是否处于核心地位并不明确；其次，这一原则仅适用于处于共产主义高级阶段的国家；再次，即使假设人们能够知道动物的需求，但根据这一原则，没有感性知觉的动物也会被纳入正义的范畴，而对此，考克兰是持反对态度的。 在本章最后，考克兰讨论了本顿的观点。本顿指出，基于权利的自由主义路径并不能实现动物正义，但马克主义则能够被用来实现这一政治目标。考克兰认为，这是马克主义在这一领域最大的贡献。

### 女性主义

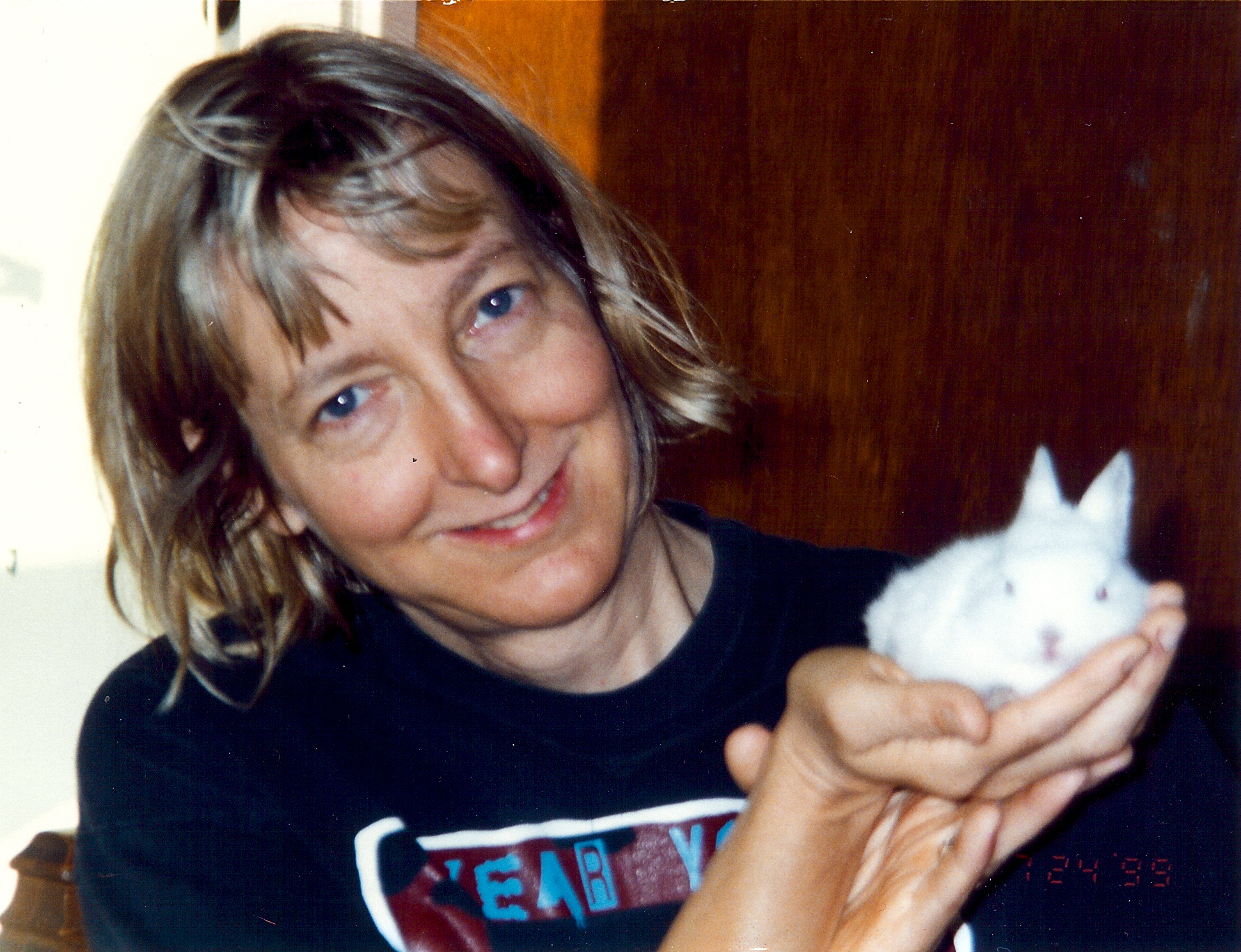
考克兰讨论了卡罗尔·J·亚当斯（上图）的观点，即对于女性的压迫和对于动物的压迫通过吃肉这一文化实践相互关联，但他对此持否定态度。

在本书的最后一章，也就是第七章，考克兰讨论了第五个哲学传统，女性主义。和马克思主义一样，女性主义和动物解放之间的关系也由来已久。 考克兰分析了一些女性主义理论家所提出的动物压迫和女性压迫之间推定的关联，但他认为动物解放和女性解放之间并不存在必然的相互依存关系。他认为，女性解放和动物解放之间的关系有四种可能。第一种源于包括约瑟芬·多诺万在内的从生态女性主义中汲取营养的理论家的观点。这一观点认为，对于女性和动物的支配都源于父权体系对于“理性”高于“自然” 的推崇。其次是卡罗尔·J·亚当斯的论点，即吃肉和男性气质之间的联系造成了对女性和动物的压迫，因此要实现女性和动物解放，必须停止吃肉。第三种源于亚当斯和凯瑟琳‧麦金侬的观点，即语言规范将女性和动物联系起来，并使两者遭受压迫。例如，女性通常会被叫做奶牛、母狗或者狗，这些叫法同时侮辱了女性和动物。第四种，即动物和女性都被物化，被用作实现目的的手段。 对于这些观点，考克兰指出，女性并不是非理性的，但和人相比，动物缺乏理性，这也意味着这两个群体的压迫和解放可能是不同的。他反对亚当斯关于吃肉的观点，描绘了两个截然不同的社会图景，即一个全民素食但是歧视女性的社会和一个性别平等但仍然吃肉的社会。在反驳基于语言规范的观点时，他提出，有一些涉及动物的侮辱性词汇是不分性别的（例如老鼠、猪、羊），而另一些用于女性的贬义词（如巫婆、荡妇、妓女）并不涉及动物。关于物化，考克兰指出，法律并没有视女性为财产，但却视动物为财产。这构成了两者的物化之间一个非常重要的差别。 之后，考克兰反驳了五种思想家所提出的观点，他们支持基于关怀的女性主义路径，反对考克兰认为以辛格和里根为代表的基于理性的动物解放路径。最后，考克兰概括并否定了由情绪推动基于关怀的实现动物正义的观点。

### 结论
考克兰在最终章中指出，每个哲学流派都能为实现动物正义提供重要的贡献，但自由主义和功利主义的贡献更为突出。他进而提出了自己的观点。他写道，虽然和过去相比，关于人们对于动物的政治和道德义务的讨论日渐凸显，但是这一议题依然处于主流政治哲学的边缘。他最后指出，对于政治哲学而言，这种忽视是一个问题，并且动物应该获得正义。他在结尾中说道，如果书中的观点都是正确的，那么如何对待动物应该是我们今天面对的最为紧迫的政治问题。

## 中心论点
考克兰认为，虽然他在书中提到的所有的思想流派都存在一些问题，但是他们都能为关于动物正义的争论提供重要的贡献。功利主义最重要的贡献在于对于感性知觉的关注，而其主要的问题在于缺乏对个人的尊重。与之相比，自由主义则坚持个人的核心地位。社群主义关于社会价值观内在凝聚力的观点虽然有些草率，但明确了个体只能在其适宜的社群里获得发展，从而强调在整体上改变社会观的重要性。这一点和马克思主义是相同的。马克思主义认为法律的改变并不等于有效的改变。虽然考克兰并不认同马克思主义关于推翻资本主义的观点，但他承认，要将动物纳入正义的范畴之内需要实现“社会组织、规范和机制的根本性转变”。尽管考克兰对基于关怀的女性主义路径持批判态度，但这一路径提醒我们，情绪和同情不应被忽视。
考克兰本人最为认同功利主义和自由主义，而他本人的论点也深受这两个流派的影响。 他认为衍生于利益考虑的权利能够为个体动物提供保护，并限制对于个体动物的行为。这些权利不可侵犯，即使是为了实现更大的利益，这也意味着人类的文化和经济实践会受到影响。但是考克兰并没有在书中全面展开自己的观点。 在2012年出版的《不含解放的动物权利》中，考克兰扩充了自己的论点，虽然这本书在《动物和政治哲学导论》之后出版，但基本上包含了他博士毕业论文的内容。

## 影响
牛津动物伦理中心称《动物和政治哲学导论》是“第一本以易读的语言概括性地介绍了动物在当代政治哲学中地位的著作”， 而评论家们则指出，它是第一批将动物权利问题和政治哲学中正义这一概念联系起来的著作之一。此前，加纳和纳斯鲍姆已经出版了相关的著作。在本书出版之后，又有一些探索动物和政治哲学的书相继出版。这些著作共同构成了动物伦理/动物权利研究或“动物政治哲学”和“动物政治学”学科的“政治转向”。 《动物和政治哲学导论》以及《不含解放的动物权利》都已经成为了相关文献的组成部分。

## 书籍格式
本书已出版精装、平装和电子书。
- 精装: Cochrane, Alasdair. . Basingstoke, United Kingdom: Palgrave Macmillan. 13 October 2010. ISBN 978-0-230-23925-8.

- 平装：Cochrane, Alasdair. . Basingstoke, United Kingdom: Palgrave Macmillan. 13 October 2010. ISBN 978-0-230-23926-5.

- 电子书：Cochrane, Alasdair. . Basingstoke, United Kingdom: Palgrave Macmillan. 13 October 2010. ISBN 978-0-230-29059-4. doi:10.1057/9780230290594.